# Kladská (zámek)
Lovecký zámeček Kladská stojí v osadě Kladská, části města Mariánské Lázně.

## Historie
Ve 12. století vlastnil rozsáhlé pohraniční lesy v této oblasti jistý vladyka Sezima a po něm jeho syn Hroznata. V této době, stejně jako i v pozdějších staletích, nesměly být pohraniční lesy mýceny a nesmělo zde docházet k zakládání nových obcí. Teprve v roce 1873 získal oblast kníže Otto Sigismund Schönburg-Waldenburg a v roce 1875 založil osadu Kladská spolu s loveckým zámečkem. Traduje se, že zámeček byl zakoupen na výstavě ve Vídni a odtud převezen na nové místo. Vlastní objekt zámečku pochází z let 1877–1878 stylem připomíná švýcarskou loveckou chatu. Na přelomu 19. a 20. století pak v okolí nechal postavit pět srubů ve stylu švýcarsko-tyrolském. Okolí zámečku bylo parkově upraveno s využitím cizokrajných dřevin. Poprvé na území pozdějšího Československa zde byly zasazeny šedý kultivar jedle stříbrné a zlatý kultivar smrku obecného. Za života Otty Sigismunda se Kladská stala druhým největším revírem na území Čech. Dnes zámeček slouží jako hotel.

## Dostupnost
Osada je dostupná silnicí z Mariánských Lázní, která pokračuje na Prameny. V osadě se k ní připojuje silnice od Lázní Kynžvart. Turisty sem zavede také červeně značená turistická stezka od Lázní Kynžvart nebo zelená turistická značka od Mariánských Lázní, pokračující směrem na zaniklou obec Vranov. Cyklisté mohou využít cyklotrasy 2135 (od Pramenů na Lázně Kynžvart), 2136 (od Lazů) a 2142 (na Mariánské Lázně). Nedaleko zámečku vede i část trasy NS Kladská.

## Zajímavosti
- Nachází se zde turistická známka TZ No. 92 – Kladská.[1]